# Tintipán
Tintipán est une île touristique appartenant à la Colombie, située dans la mer des Caraibes. Elle est rattachée administrativement à la municipalité de Carthagène des Indes. 
Depuis 1998, personne n'habite en permanence sur cette île. Cependant, elle compte 200 logements de vacances environ.

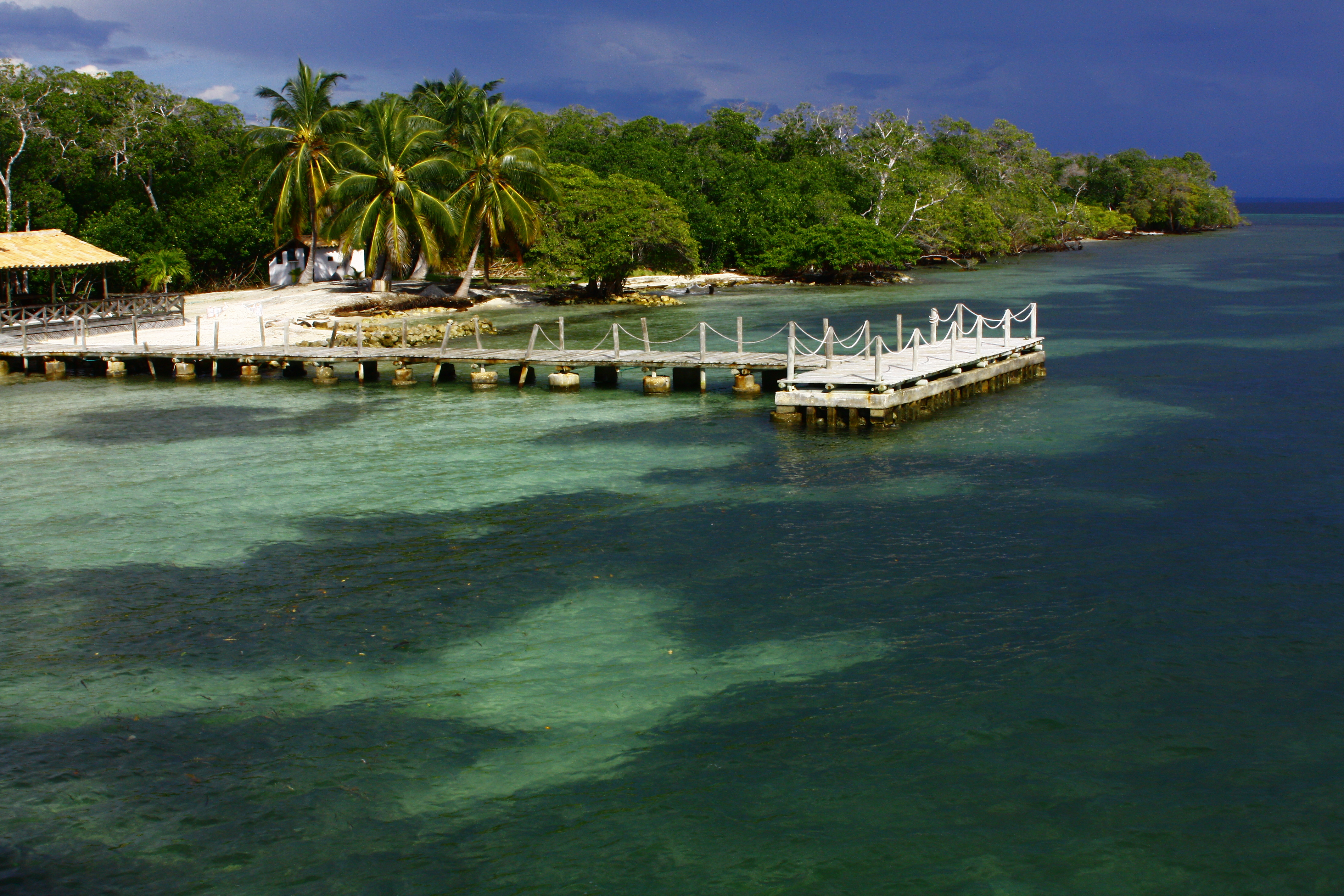
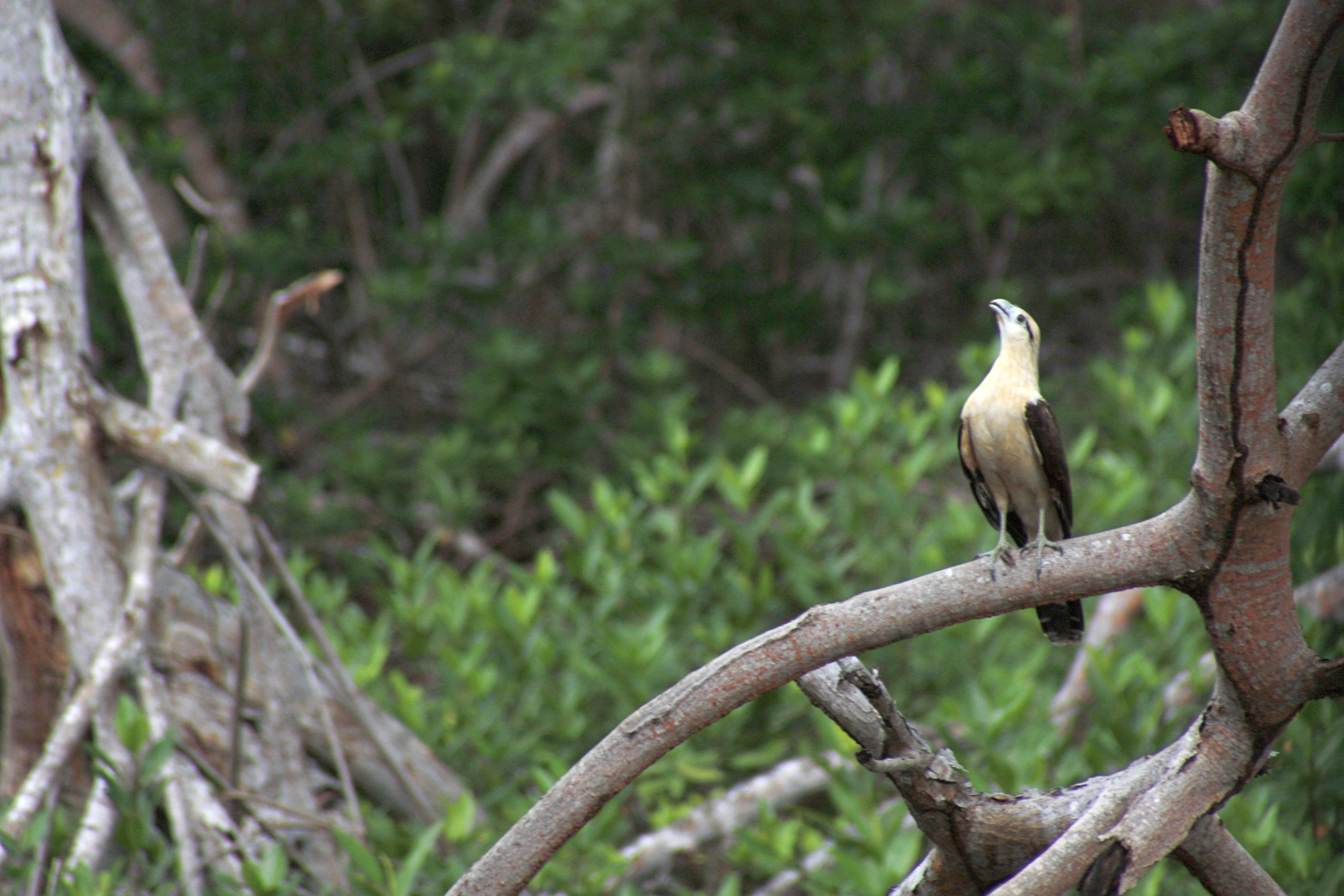
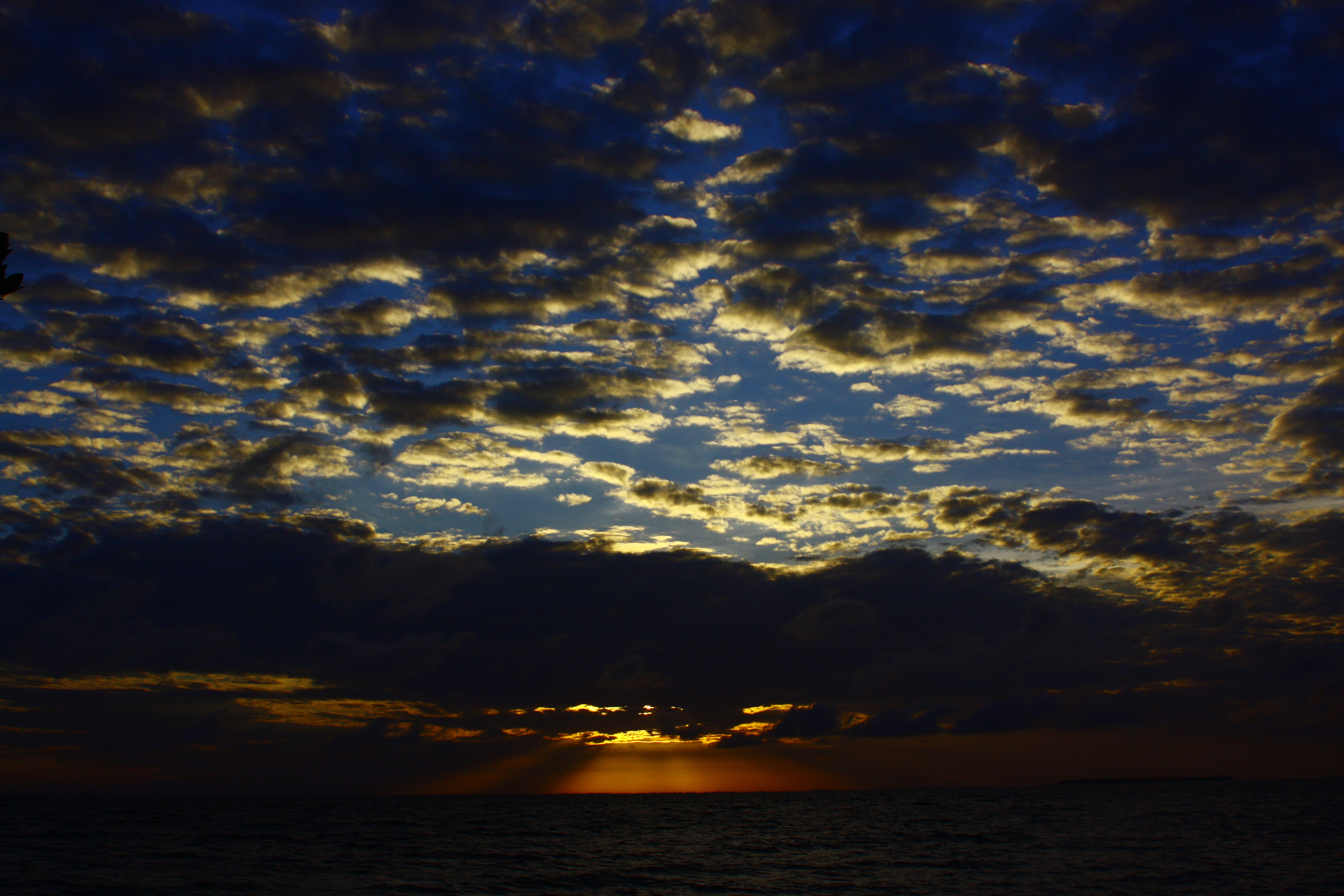
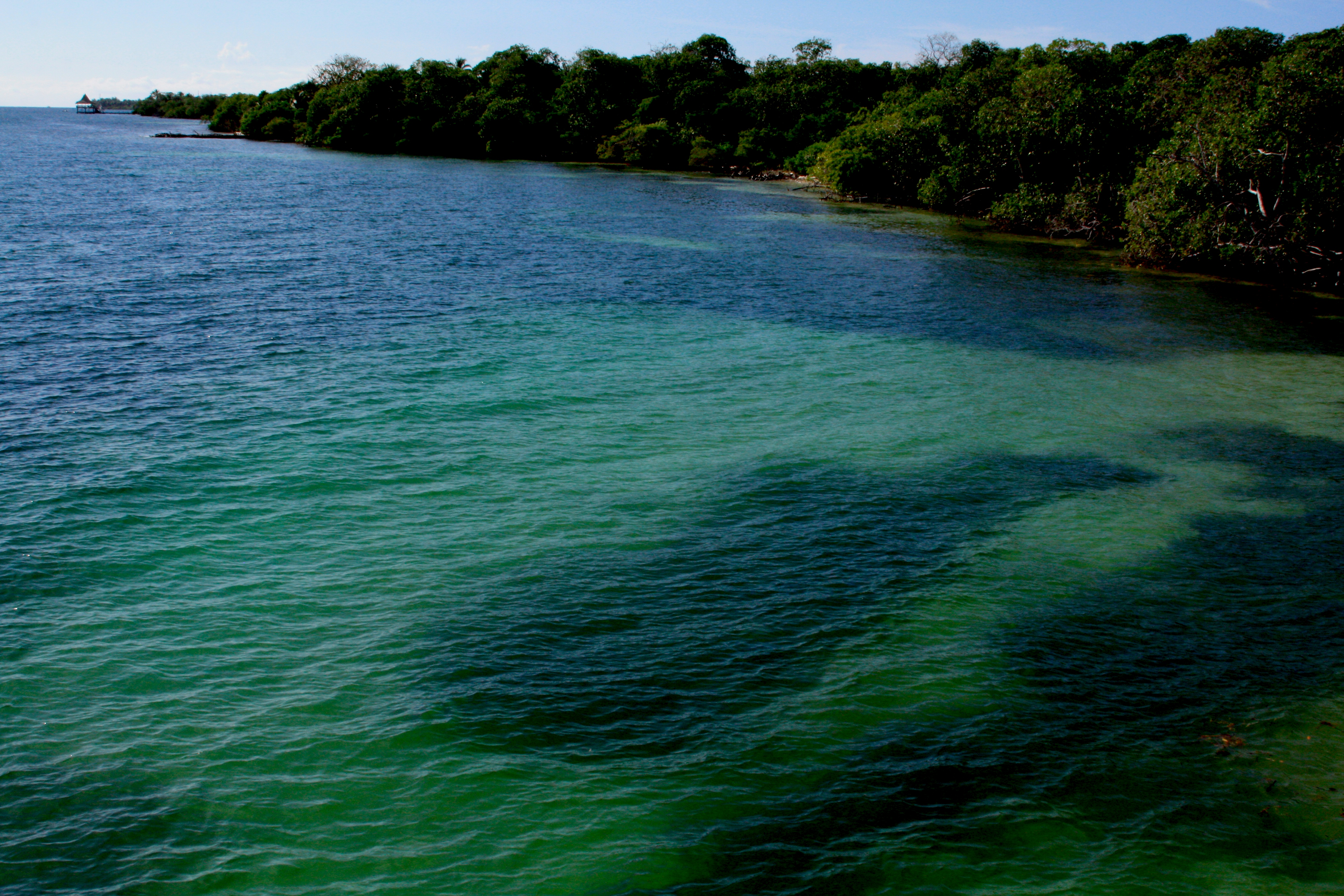